# Saison 2019-2020 des 76ers de Philadelphie
La saison 2019-2020 des 76ers de Philadelphie est la 81e saison de la franchise en National Basketball Association (NBA).
L'équipe renouvelle Tobias Harris avec un contrat de quatre ans durant l'intersaison et récupère Al Horford dans un échange. De l'autre côté, Jimmy Butler décide de signer dans la franchise du Heat de Miami.
Durant la saison régulière, Joel Embiid et Ben Simmons sont sélectionnés pour le NBA All-Star Game 2020.
La saison a été suspendue par les officiels de la ligue après les matchs du 11 mars  après l'annonce que Rudy Gobert était positif au COVID-19. Le 12 mars 2020, le président de la ligue Adam Silver annonce que le championnat est arrêté pour "au moins 30 jours". La franchise reprend la saison régulière le 31 juillet 2020, à Orlando.
Lors des playoffs, l'équipe est éliminée par les Celtics de Boston en quatre matchs. À l'issue de la série éliminatoire, l'entraîneur Brett Brown est limogé de son poste.

## Draft
| Tour | Choix | Joueur            | Poste | Nationalité | Provenance               |
| ---- | ----- | ----------------- | ----- | ----------- | ------------------------ |
| 1    | 24    | Ty Jerome         | PG    | États-Unis  | Cavaliers de la Virginie |
| 2    | 33    | Carsen Edwards    | PG    | États-Unis  | Boilermakers de Purdue   |
| 2    | 34    | Bruno Fernando    | C     | Angola      | Terrapins du Maryland    |
| 2    | 42    | Admiral Schofield | SF    | États-Unis  | Volunteers du Tennessee  |
| 2    | 54    | Marial Shayok     | SG    | Canada      | Cyclones d'Iowa State    |

## Matchs

### Summer League
| Summer League Total: 2-3 |

| Match | Date match | Équipe        | Score        | Meilleur marqueur     | Meilleur rebondeur  | Meilleur passeur   | Lieux Spectateurs    | Série |
| ----- | ---------- | ------------- | ------------ | --------------------- | ------------------- | ------------------ | -------------------- | ----- |
| 1     | 5 juillet  | Milwaukee     | V 107-106    | Marial Shayok (19)    | Koumadje, Pelle (7) | Shake Milton (7)   | Thomas & Mack Center | 1 - 0 |
| 2     | 6 juillet  | Boston        | D 82-96      | Matisse Thybulle (15) | Norvel Pelle (13)   | Shake Milton (6)   | Thomas & Mack Center | 1 - 1 |
| 3     | 8 juillet  | Oklahoma City | D 81-84 (OT) | Zhaire Smith (18)     | Jalen Jones (16)    | P. J. Dozier (4)   | Cox Pavilion         | 1 - 2 |
| 4     | 10 juillet | Détroit       | D 81-96      | Jones, Thybulle (12)  | Jalen Jones (8)     | Dozier, Shayok (4) | Cox Pavilion         | 1 - 3 |
| 5     | 12 juillet | Toronto       | V 108-102    | P. J. Dozier (22)     | P. J. Dozier (7)    | P. J. Dozier (7)   | Cox Pavilion         | 2 - 3 |

### Pré-saison
| Pré-saison Total: 4-1 (Domicile : 2-1; Extérieur : 2-0) |

| Match | Date match | Équipe      | Score    | Meilleur marqueur    | Meilleur rebondeur  | Meilleur passeur    | Lieux               | Série |
| ----- | ---------- | ----------- | -------- | -------------------- | ------------------- | ------------------- | ------------------- | ----- |
| 1     | 8 octobre  | Long-Lions  | V 144-86 | Ben Simmons (21)     | Tobias Harris (9)   | Ben Simmons (7)     | Wells Fargo Center  | 1 - 0 |
| 2     | 11 octobre | @ Charlotte | V 100-87 | Josh Richardson (18) | Al Horford (9)      | Kyle O'Quinn (5)    | Lawrence Joel V.M.C | 2 - 0 |
| 3     | 13 octobre | @ Orlando   | V 126-94 | Joel Embiid (15)     | Embiid, Simmons (9) | Kyle O'Quinn (9)    | Amway Center        | 3 - 0 |
| 4     | 15 octobre | Détroit     | V 106-86 | Joel Embiid (24)     | Kyle O'Quinn (11)   | Josh Richardson (6) | Wells Fargo Center  | 4 - 0 |
| 5     | 18 octobre | Washington  | D 93-112 | Joel Embiid (17)     | Tobias Harris (9)   | Al Horford (5)      | Wells Fargo Center  | 4 - 1 |

### Matchs de préparation à Orlando avant la reprise de la saison régulière
| Matchs de préparation Total: 1-2 |

| Match | Date match | Équipe        | Score          | Meilleur marqueur  | Meilleur rebondeur   | Meilleur passeur | Lieux          | Série |
| ----- | ---------- | ------------- | -------------- | ------------------ | -------------------- | ---------------- | -------------- | ----- |
| 1     | 24 juillet | Memphis       | V 90-83        | Tobias Harris (15) | Tobias Harris (10)   | Ben Simmons (9)  | The Arena      | 1 - 0 |
| 2     | 26 juillet | Oklahoma City | D 97-102       | Ben Simmons (14)   | Ben Simmons (11)     | Ben Simmons (9)  | HP Field House | 1 - 1 |
| 3     | 28 juillet | Dallas        | D 115-118 (OT) | Tobias Harris (28) | Harris, O'Quinn (11) | Alec Burks (7)   | HP Field House | 1 - 2 |

### Saison régulière
| Saison régulière Total: 43-30 (Domicile : 31-4; Extérieur : 12-26) |

| Match | Date match | Équipe    | Score     | Meilleur marqueur  | Meilleur rebondeur | Meilleur passeur | Lieux                | Série |
| ----- | ---------- | --------- | --------- | ------------------ | ------------------ | ---------------- | -------------------- | ----- |
| 1     | 23 octobre | Boston    | V 107-93  | Ben Simmons (24)   | Tobias Harris (15) | Ben Simmons (9)  | Wells Fargo Center   | 1 - 0 |
| 2     | 26 octobre | @ Détroit | V 117-111 | Tobias Harris (29) | Al Horford (9)     | Ben Simmons (10) | Little Caesars Arena | 2 - 0 |
| 3     | 28 octobre | @ Atlanta | V 105-103 | Joel Embiid (36)   | Joel Embiid (13)   | Ben Simmons (6)  | State Farm Arena     | 3 - 0 |
| 4     | 30 octobre | Minnesota | V 117-95  | Joel Embiid (19)   | Al Horford (16)    | Ben Simmons (7)  | Wells Fargo Center   | 4 - 0 |

| Match | Date match  | Équipe          | Score          | Meilleur marqueur    | Meilleur rebondeur | Meilleur passeur     | Lieux                      | Série  |
| ----- | ----------- | --------------- | -------------- | -------------------- | ------------------ | -------------------- | -------------------------- | ------ |
| 5     | 2 novembre  | @ Portland      | V 129-128      | Al Horford (25)      | Ben Simmons (11)   | Ben Simmons (8)      | Moda Center                | 5 - 0  |
| 6     | 4 novembre  | @ Phoenix       | D 109-114      | Al Horford (32)      | Tobias Harris (10) | Ben Simmons (6)      | Talking Stick Resort Arena | 5 - 1  |
| 7     | 6 novembre  | @ Utah          | D 104-106      | Joel Embiid (27)     | Joel Embiid (16)   | Neto, Richardson (4) | Vivint Smart Home Arena    | 5 - 2  |
| 8     | 8 novembre  | @ Denver        | D 97-100       | Joel Embiid (19)     | Joel Embiid (15)   | Raul Neto (6)        | Pepsi Center               | 5 - 3  |
| 9     | 10 novembre | Charlotte       | V 114-106      | Joel Embiid (18)     | Joel Embiid (9)    | Josh Richardson (6)  | Wells Fargo Center         | 6 - 3  |
| 10    | 12 novembre | Cleveland       | V 98-97        | Joel Embiid (27)     | Joel Embiid (16)   | Ben Simmons (6)      | Wells Fargo Center         | 7 - 3  |
| 11    | 13 novembre | @ Orlando       | D 97-112       | Josh Richardson (19) | Tobias Harris (10) | Tobias Harris (6)    | Amway Center               | 7 - 4  |
| 12    | 15 novembre | @ Oklahoma City | D 119-127 (OT) | Joel Embiid (31)     | Joel Embiid (12)   | Ben Simmons (8)      | Chesapeake Energy Arena    | 7 - 5  |
| 13    | 17 novembre | @ Cleveland     | V 114-95       | Tobias Harris (27)   | Al Horford (6)     | Ben Simmons (11)     | Rocket Mortgage FieldHouse | 8 - 5  |
| 14    | 20 novembre | New York        | V 109-104      | Joel Embiid (23)     | Joel Embiid (12)   | Ben Simmons (13)     | Wells Fargo Center         | 9 - 5  |
| 15    | 22 novembre | San Antonio     | V 115-104      | Tobias Harris (26)   | Joel Embiid (14)   | Ben Simmons (13)     | Wells Fargo Center         | 10 - 5 |
| 16    | 23 novembre | Miami           | V 113-86       | Josh Richardson (32) | Joel Embiid (11)   | Ben Simmons (7)      | Wells Fargo Center         | 11 - 5 |
| 17    | 25 novembre | @ Toronto       | D 96-101       | Josh Richardson (25) | Joel Embiid (13)   | Ben Simmons (14)     | Scotiabank Arena           | 11 - 6 |
| 18    | 27 novembre | Sacramento      | V 97-91        | Joel Embiid (33)     | Joel Embiid (16)   | Horford, Simmons (5) | Wells Fargo Center         | 12 - 6 |
| 19    | 29 novembre | @ New York      | V 101-95       | Joel Embiid (27)     | Joel Embiid (17)   | Ben Simmons (8)      | Madison Square Garden      | 13 - 6 |
| 20    | 30 novembre | Indiana         | V 119-116      | Joel Embiid (32)     | Joel Embiid (11)   | Ben Simmons (13)     | Wells Fargo Center         | 14 - 6 |

| Match | Date match  | Équipe              | Score          | Meilleur marqueur       | Meilleur rebondeur    | Meilleur passeur        | Lieux                   | Série   |
| ----- | ----------- | ------------------- | -------------- | ----------------------- | --------------------- | ----------------------- | ----------------------- | ------- |
| 21    | 2 décembre  | Utah                | V 103-94       | Tobias Harris (26)      | Joel Embiid (11)      | Ben Simmons (9)         | Wells Fargo Center      | 15 - 6  |
| 22    | 5 décembre  | @ Washington        | V 113-119      | Tobias Harris (33)      | Joel Embiid (21)      | Ben Simmons (10)        | Capital One Arena       | 15 - 7  |
| 23    | 7 décembre  | Cleveland           | V 141-94       | Ben Simmons (34)        | Kyle O'Quinn (11)     | Trey Burke (8)          | Wells Fargo Center      | 16 - 7  |
| 24    | 8 décembre  | Toronto             | V 110-104      | Tobias Harris (26)      | Ben Simmons (11)      | Ben Simmons (9)         | Wells Fargo Center      | 17 - 7  |
| 25    | 10 décembre | Denver              | V 97-92        | Joel Embiid (22)        | Joel Embiid (10)      | Ben Simmons (7)         | Wells Fargo Center      | 18 - 7  |
| 26    | 12 décembre | @ Boston            | V 115-109      | Joel Embiid (38)        | Joel Embiid (13)      | Tobias Harris (7)       | TD Garden               | 19 - 7  |
| 27    | 13 décembre | La Nouvelle-Orléans | V 116-109      | Tobias Harris (31)      | Joel Embiid (11)      | Ben Simmons (11)        | Wells Fargo Center      | 20 - 7  |
| 28    | 15 décembre | @ Brooklyn          | D 89-109       | Ben Simmons (20)        | Al Horford (9)        | Al Horford (5)          | Barclays Center         | 20 - 8  |
| 29    | 18 décembre | Miami               | D 104-108      | Joel Embiid (22)        | Joel Embiid (19)      | Richardson, Simmons (6) | Wells Fargo Center      | 20 - 9  |
| 30    | 20 décembre | Dallas              | D 98-117       | Joel Embiid (33)        | Joel Embiid (17)      | Ben Simmons (8)         | Wells Fargo Center      | 20 - 10 |
| 31    | 21 décembre | Washington          | V 125-108      | Embiid, Richardson (21) | Joel Embiid (13)      | Ben Simmons (11)        | Wells Fargo Center      | 21 - 10 |
| 32    | 23 décembre | @ Détroit           | V 125-109      | Tobias Harris (35)      | Ben Simmons (13)      | Ben Simmons (17)        | Little Caesars Arena    | 22 - 10 |
| 33    | 25 décembre | Milwaukee           | V 121-109      | Joel Embiid (31)        | Joel Embiid (11)      | Ben Simmons (14)        | Wells Fargo Center      | 23 - 10 |
| 34    | 27 décembre | @ Orlando           | D 97-98        | Embiid, Harris (24)     | Embiid, Harris (11)   | Ben Simmons (7)         | Amway Center            | 23 - 11 |
| 35    | 28 décembre | @ Miami             | D 116-117 (OT) | Joel Embiid (35)        | Joel Embiid (11)      | Ben Simmons (11)        | American Airlines Arena | 23 - 12 |
| 36    | 31 décembre | @ Indiana           | D 97-115       | Josh Richardson (20)    | O'Quinn, Simmons (10) | O'Quinn, Richardson (5) | Bankers Life Fieldhouse | 23 - 13 |

| Match | Date match | Équipe        | Score     | Meilleur marqueur    | Meilleur rebondeur    | Meilleur passeur    | Lieux                    | Série   |
| ----- | ---------- | ------------- | --------- | -------------------- | --------------------- | ------------------- | ------------------------ | ------- |
| 37    | 3 janvier  | @ Houston     | D 108-118 | Ben Simmons (29)     | Ben Simmons (13)      | Ben Simmons (11)    | Toyota Center            | 23 - 14 |
| 38    | 6 janvier  | Oklahoma City | V 120-113 | Josh Richardson (23) | Ben Simmons (15)      | Embiid, Simmons (8) | Wells Fargo Center       | 24 - 14 |
| 39    | 9 janvier  | Boston        | V 109-98  | Josh Richardson (29) | Ben Simmons (9)       | Josh Richardson (7) | Wells Fargo Center       | 25 - 14 |
| 40    | 11 janvier | @ Dallas      | D 91-109  | Tobias Harris (20)   | Tobias Harris (10)    | Ben Simmons (11)    | American Airlines Center | 25 - 15 |
| 41    | 13 janvier | @ Indiana     | D 95-101  | Ben Simmons (24)     | Ben Simmons (14)      | Al Horford (5)      | Bankers Life Fieldhouse  | 25 - 16 |
| 42    | 15 janvier | Brooklyn      | V 117-106 | Tobias Harris (34)   | Tobias Harris (10)    | Ben Simmons (11)    | Wells Fargo Center       | 26 - 16 |
| 43    | 17 janvier | Chicago       | V 100-89  | Furkan Korkmaz (24)  | Ben Simmons (11)      | Ben Simmons (7)     | Wells Fargo Center       | 27 - 16 |
| 44    | 18 janvier | @ New York    | V 90-87   | Ben Simmons (21)     | Tobias Harris (8)     | Ben Simmons (8)     | Madison Square Garden    | 28 - 16 |
| 45    | 20 janvier | @ Brooklyn    | V 117-111 | Ben Simmons (34)     | Ben Simmons (12)      | Ben Simmons (12)    | Barclays Center          | 29 - 16 |
| 46    | 22 janvier | @ Toronto     | D 95-107  | Tobias Harris (22)   | Horford, Simmons (10) | Ben Simmons (8)     | Scotiabank Arena         | 29 - 17 |
| 47    | 25 janvier | L.A. Lakers   | V 108-91  | Tobias Harris (29)   | Ben Simmons (10)      | Ben Simmons (8)     | Wells Fargo Center       | 30 - 17 |
| 48    | 28 janvier | Golden State  | V 115-104 | Joel Embiid (24)     | Al Horford (11)       | Al Horford (8)      | Wells Fargo Center       | 31 - 17 |
| 49    | 30 janvier | @ Atlanta     | D 117-127 | Ben Simmons (31)     | Joel Embiid (14)      | Shake Milton (6)    | State Farm Arena         | 31 - 18 |

| Match                  | Date match  | Équipe        | Score          | Meilleur marqueur    | Meilleur rebondeur   | Meilleur passeur  | Lieux                      | Série   |
| ---------------------- | ----------- | ------------- | -------------- | -------------------- | -------------------- | ----------------- | -------------------------- | ------- |
| 50                     | 1er février | @ Boston      | D 95-116       | Ben Simmons (23)     | Ben Simmons (9)      | Ben Simmons (5)   | TD Garden                  | 31 - 19 |
| 51                     | 3 février   | @ Miami       | D 106-137      | Joel Embiid (29)     | Joel Embiid (12)     | Ben Simmons (7)   | American Airlines Arena    | 31 - 20 |
| 52                     | 6 février   | @ Milwaukee   | D 101-112      | Tobias Harris (25)   | Ben Simmons (14)     | Ben Simmons (9)   | Fiserv Forum               | 31 - 21 |
| 53                     | 7 février   | Memphis       | V 119-107      | Furkan Korkmaz (34)  | Joel Embiid (10)     | Ben Simmons (10)  | Wells Fargo Center         | 32 - 21 |
| 54                     | 9 février   | Chicago       | V 118-111      | Furkan Korkmaz (31)  | Joel Embiid (12)     | Ben Simmons (10)  | Wells Fargo Center         | 33 - 21 |
| 55                     | 11 février  | L.A. Clippers | V 110-103      | Embiid, Simmons (26) | Harris, Simmons (12) | Ben Simmons (10)  | Wells Fargo Center         | 34 - 21 |
| NBA All-Star Game 2020 |             |               |                |                      |                      |                   |                            |         |
| 56                     | 20 février  | Brooklyn      | V 112-104 (OT) | Joel Embiid (39)     | Joel Embiid (16)     | Tobias Harris (6) | Wells Fargo Center         | 35 - 21 |
| 57                     | 22 février  | @ Milwaukee   | D 98-119       | Joel Embiid (17)     | Joel Embiid (11)     | Joel Embiid (4)   | Fiserv Forum               | 35 - 22 |
| 58                     | 24 février  | Atlanta       | V 129-112      | Joel Embiid (49)     | Joel Embiid (14)     | Shake Milton (6)  | Wells Fargo Center         | 36 - 22 |
| 59                     | 26 février  | @ Cleveland   | D 94-108       | Shake Milton (20)    | Josh Richardson (7)  | Al Horford (5)    | Rocket Mortgage FieldHouse | 36 - 23 |
| 60                     | 27 février  | New York      | V 115-106      | Tobias Harris (34)   | Kyle O'Quinn (10)    | Al Horford (9)    | Wells Fargo Center         | 37 - 23 |

| Match | Date match | Équipe          | Score     | Meilleur marqueur       | Meilleur rebondeur  | Meilleur passeur | Lieux              | Série   |
| ----- | ---------- | --------------- | --------- | ----------------------- | ------------------- | ---------------- | ------------------ | ------- |
| 61    | 1er mars   | @ L.A. Clippers | D 130-136 | Shake Milton (39)       | Al Horford (8)      | Al Horford (6)   | Staples Center     | 37 - 24 |
| 62    | 3 mars     | @ L.A. Lakers   | D 107-120 | Glenn Robinson III (25) | Al Horford (11)     | Shake Milton (6) | Staples Center     | 37 - 25 |
| 63    | 5 mars     | @ Sacramento    | V 125-108 | Tobias Harris (28)      | Tobias Harris (14)  | Al Horford (6)   | Golden 1 Center    | 38 - 25 |
| 64    | 7 mars     | @ Golden State  | D 114-118 | Tobias Harris (24)      | Horford, Scott (10) | Al Horford (7)   | Chase Center       | 38 - 26 |
| 65    | 11 mars    | Détroit         | V 124-106 | Joel Embiid (30)        | Joel Embiid (14)    | Al Horford (6)   | Wells Fargo Center | 39 - 26 |

| Match | Date match | Équipe                | Score | Meilleur marqueur | Meilleur rebondeur | Meilleur passeur | Lieux                | Série |
| ----- | ---------- | --------------------- | ----- | ----------------- | ------------------ | ---------------- | -------------------- | ----- |
| -     | Annulé     | Indiana               |       |                   |                    |                  | Wells Fargo Center   | -     |
| -     | Annulé     | Washington            |       |                   |                    |                  | Wells Fargo Center   | -     |
| -     | Annulé     | Toronto               |       |                   |                    |                  | Wells Fargo Center   | -     |
| -     | Annulé     | @ Charlotte           |       |                   |                    |                  | Spectrum Center      | -     |
| -     | Annulé     | Atlanta               |       |                   |                    |                  | Wells Fargo Center   | -     |
| -     | Annulé     | @ Minnesota           |       |                   |                    |                  | Target Center        | -     |
| -     | Annulé     | @ Chicago             |       |                   |                    |                  | United Center        | -     |
| -     | Annulé     | Phoenix               |       |                   |                    |                  | Wells Fargo Center   | -     |
| -     | Annulé     | Portland              |       |                   |                    |                  | Wells Fargo Center   | -     |
| -     | Annulé     | Houston               |       |                   |                    |                  | Wells Fargo Center   | -     |
| -     | Annulé     | @ Washington          |       |                   |                    |                  | Capital One Arena    | -     |
| -     | Annulé     | Orlando               |       |                   |                    |                  | Wells Fargo Center   | -     |
| -     | Annulé     | Milwaukee             |       |                   |                    |                  | Wells Fargo Center   | -     |
| -     | Annulé     | @ San Antonio         |       |                   |                    |                  | AT&T Center          | -     |
| -     | Annulé     | @ La Nouvelle-Orléans |       |                   |                    |                  | Smoothie King Center | -     |
| -     | Annulé     | @ Memphis             |       |                   |                    |                  | FedExForum           | -     |
| -     | Annulé     | Charlotte             |       |                   |                    |                  | Wells Fargo Center   | -     |

| Match | Date match | Équipe       | Score     | Meilleur marqueur    | Meilleur rebondeur   | Meilleur passeur    | Lieux                | Série   |
| ----- | ---------- | ------------ | --------- | -------------------- | -------------------- | ------------------- | -------------------- | ------- |
| 66    | 1er août   | @ Indiana    | D 121-127 | Joel Embiid (41)     | Joel Embiid (21)     | Embiid, Simmons (4) | VISA Athletic Center | 39 - 27 |
| 67    | 3 août     | San Antonio  | V 132-130 | Joel Embiid (27)     | Joel Embiid (9)      | Embiid, Simmons (5) | VISA Athletic Center | 40 - 27 |
| 68    | 5 août     | @ Washington | V 107-98  | Joel Embiid (30)     | Joel Embiid (11)     | Al Horford (5)      | AdventHealth Arena   | 41 - 27 |
| 69    | 7 août     | Orlando      | V 108-101 | Tobias Harris (23)   | Tobias Harris (15)   | Shake Milton (8)    | The Field House      | 42 - 27 |
| 70    | 9 août     | @ Portland   | D 121-124 | Josh Richardson (34) | Matisse Thybulle (9) | Josh Richardson (6) | VISA Athletic Center | 42 - 28 |
| 71    | 11 août    | Phoenix      | D 117-130 | Alec Burks (23)      | Kyle O'Quinn (10)    | Kyle O'Quinn (11)   | VISA Athletic Center | 42 - 29 |
| 72    | 12 août    | Toronto      | D 121-125 | Tobias Harris (22)   | Joel Embiid (9)      | Quatre joueurs (5)  | The Field House      | 42 - 30 |
| 73    | 14 août    | @ Houston    | V 134-96  | Tobias Harris (18)   | Harris, Scott (7)    | Trois joueurs (5)   | AdventHealth Arena   | 43 - 30 |

### Playoffs
| Playoffs Total: 0-4 (Domicile : 0-2; Extérieur : 0-2) |

| Match | Date match | Équipe   | Score     | Meilleur marqueur | Meilleur rebondeur   | Meilleur passeur    | Lieux           | Série |
| ----- | ---------- | -------- | --------- | ----------------- | -------------------- | ------------------- | --------------- | ----- |
| 1     | 17 août    | @ Boston | D 101-109 | Joel Embiid (26)  | Joel Embiid (16)     | Tobias Harris (8)   | The Field House | 0 - 1 |
| 2     | 19 août    | @ Boston | D 101-128 | Joel Embiid (34)  | Embiid, Harris (10)  | Shake Milton (4)    | The Field House | 0 - 2 |
| 3     | 21 août    | Boston   | D 94-102  | Joel Embiid (30)  | Tobias Harris (15)   | Tobias Harris (4)   | The Field House | 0 - 3 |
| 4     | 23 août    | Boston   | D 106-110 | Joel Embiid (30)  | Horford, Embiid (10) | Josh Richardson (5) | The Field House | 0 - 4 |

### Confrontations en saison régulière
| Conférence Est      | Conférence Est                             | Conférence Est                             | Conférence Est                             | Conférence Est                             | Conférence Ouest                           | Conférence Ouest                           | Conférence Ouest                           |
| Division Atlantique | Division Atlantique                        | Division Atlantique                        | Division Atlantique                        | Division Atlantique                        | Division Nord-Ouest                        | Division Nord-Ouest                        | Division Nord-Ouest                        |
| Équipe              | Domicile                                   | Domicile                                   | Extérieur                                  | Extérieur                                  | Équipe                                     | Domicile                                   | Extérieur                                  |
| ------------------- | ------------------------------------------ | ------------------------------------------ | ------------------------------------------ | ------------------------------------------ | ------------------------------------------ | ------------------------------------------ | ------------------------------------------ |
| Boston              | 107-93                                     | 109-98                                     | 115-109                                    | 95-116                                     | Denver                                     | 97-92                                      | 97-100                                     |
| Brooklyn            | 117-106                                    | 112-104 (OT)                               | 89-109                                     | 117-111                                    | Minnesota                                  | 117-95                                     |                                            |
| New York            | 109-104                                    | 115-106                                    | 101-95                                     | 90-87                                      | Oklahoma City                              | 120-113                                    | 119-127 (OT)                               |
|                     |                                            |                                            |                                            |                                            | Portland                                   |                                            | 129-128                                    |
| Toronto             | 110-104                                    |                                            | 96-101                                     | 95-107                                     | Utah                                       | 103-94                                     | 104-106                                    |
| Matchs à Orlando    |                                            |                                            |                                            |                                            |                                            |                                            |                                            |
| Toronto             |                                            |                                            | 121-125                                    |                                            | Portland                                   |                                            | 121-124                                    |
|                     | 7–1                                        | 7–1                                        | 4–4                                        | 4–4                                        |                                            | 4–0                                        | 1–4                                        |
| Division            | 11–5                                       | 11–5                                       | 11–5                                       | 11–5                                       | Division                                   | 5–4                                        | 5–4                                        |
| Division Centrale   | Division Centrale                          | Division Centrale                          | Division Centrale                          | Division Centrale                          | Division Pacifique                         | Division Pacifique                         | Division Pacifique                         |
| Équipe              | Domicile                                   | Domicile                                   | Extérieur                                  | Extérieur                                  | Équipe                                     | Domicile                                   | Extérieur                                  |
| Chicago             | 100-87                                     | 118-111                                    |                                            |                                            | Golden State                               | 115-104                                    | 114-118                                    |
| Cleveland           | 98-97                                      | 141-94                                     | 114-95                                     | 94-108                                     | L.A. Clippers                              | 110-103                                    | 130-136                                    |
| Detroit             | 124-106                                    |                                            | 117-111                                    | 125-109                                    | L.A. Lakers                                | 108-91                                     | 107-120                                    |
| Indiana             | 119-116                                    |                                            | 97-115                                     | 95-101                                     | Phoenix                                    |                                            | 109-114                                    |
| Milwaukee           | 121-109                                    |                                            | 101-112                                    | 98-119                                     | Sacramento                                 | 97-91                                      | 125-108                                    |
| Matchs à Orlando    |                                            |                                            |                                            |                                            |                                            |                                            |                                            |
| Indiana             |                                            |                                            | 121-127                                    |                                            | Phoenix                                    | 117-130                                    |                                            |
|                     | 7–0                                        | 7–0                                        | 3–6                                        | 3–6                                        |                                            | 4–1                                        | 1–4                                        |
| Division            | 10–6                                       | 10–6                                       | 10–6                                       | 10–6                                       | Division                                   | 5–5                                        | 5–5                                        |
| Division Sud-Est    | Division Sud-Est                           | Division Sud-Est                           | Division Sud-Est                           | Division Sud-Est                           | Division Sud-Ouest                         | Division Sud-Ouest                         | Division Sud-Ouest                         |
| Équipe              | Domicile                                   | Domicile                                   | Extérieur                                  | Extérieur                                  | Équipe                                     | Domicile                                   | Extérieur                                  |
| Atlanta             | 129-112                                    |                                            | 105-103                                    | 117-127                                    | Dallas                                     | 98-117                                     | 91-109                                     |
| Charlotte           | 114-106                                    |                                            |                                            |                                            | Houston                                    |                                            | 108-118                                    |
| Miami               | 113-86                                     | 104-108                                    | 116-117 (OT)                               | 106-137                                    | Memphis                                    | 119-107                                    |                                            |
| Orlando             |                                            |                                            | 97-112                                     | 97-98                                      | New Orleans                                | 116-109                                    |                                            |
| Washington          | 125-108                                    |                                            | 113-119                                    |                                            | San Antonio                                | 115-104                                    |                                            |
| Matchs à Orlando    |                                            |                                            |                                            |                                            |                                            |                                            |                                            |
| Orlando             | 108-101                                    |                                            |                                            |                                            | Houston                                    |                                            | 134-96                                     |
| Washington          |                                            |                                            | 107-98                                     |                                            | San Antonio                                | 132-130                                    |                                            |
|                     | 5–1                                        | 5–1                                        | 2–6                                        | 2–6                                        |                                            | 4–1                                        | 1–2                                        |
| Division            | 7–7                                        | 7–7                                        | 7–7                                        | 7–7                                        | Division                                   | 5–3                                        | 5–3                                        |
| Conférence          | 28–18 (Domicile : 19–2; Extérieur : 9–16)  | 28–18 (Domicile : 19–2; Extérieur : 9–16)  | 28–18 (Domicile : 19–2; Extérieur : 9–16)  | 28–18 (Domicile : 19–2; Extérieur : 9–16)  | Conférence                                 | 15–12 (Domicile : 12–2; Extérieur : 3–10)  | 15–12 (Domicile : 12–2; Extérieur : 3–10)  |
| Total               | 43–30 (Domicile : 31–4; Extérieur : 12–26) | 43–30 (Domicile : 31–4; Extérieur : 12–26) | 43–30 (Domicile : 31–4; Extérieur : 12–26) | 43–30 (Domicile : 31–4; Extérieur : 12–26) | 43–30 (Domicile : 31–4; Extérieur : 12–26) | 43–30 (Domicile : 31–4; Extérieur : 12–26) | 43–30 (Domicile : 31–4; Extérieur : 12–26) |

## Classements de la saison régulière
| Conférence Est | Conférence Est         | Conférence Est | Conférence Est | Conférence Est | Conférence Est | Conférence Est | Conférence Est |
| No             | Franchise              | Vic.           | Déf.           | MJ             | V/D            | GB             |                |
| -------------- | ---------------------- | -------------- | -------------- | -------------- | -------------- | -------------- | -------------- |
| 1              | Bucks de Milwaukee     | 56             | 17             | 73             | .767           | –              |                |
| 2              | Raptors de Toronto     | 53             | 19             | 72             | .736           | 2.5            |                |
| 3              | Celtics de Boston      | 48             | 24             | 72             | .667           | 7.5            |                |
| 4              | Pacers de l'Indiana    | 45             | 28             | 73             | .616           | 11             |                |
| 5              | Heat de Miami          | 44             | 29             | 73             | .603           | 12             |                |
| 6              | 76ers de Philadelphie  | 43             | 30             | 73             | .589           | 13             |                |
| 7              | Nets de Brooklyn       | 35             | 37             | 72             | .486           | 20.5           |                |
| 8              | Magic d'Orlando        | 33             | 40             | 73             | .452           | 23             |                |
|                |                        |                |                |                |                |                |                |
| 9              | Wizards de Washington¹ | 25             | 47             | 72             | .347           | 30.5           |                |
| 10             | Hornets de Charlotte   | 23             | 42             | 65             | .354           | 29             |                |
| 11             | Bulls de Chicago       | 22             | 43             | 65             | .338           | 30             |                |
| 12             | Knicks de New York     | 21             | 45             | 66             | .318           | 31.5           |                |
| 13             | Pistons de Détroit     | 20             | 46             | 66             | .303           | 32.5           |                |
| 14             | Hawks d'Atlanta        | 20             | 47             | 67             | .299           | 33             |                |
| 15             | Cavaliers de Cleveland | 19             | 46             | 65             | .292           | 33             |                |

| Division Atlantique   | V  | D  | MJ | V/D  | GB   | Dom   | Ext   | Div  |
| --------------------- | -- | -- | -- | ---- | ---- | ----- | ----- | ---- |
| Raptors de Toronto    | 53 | 19 | 72 | .736 | –    | 26–10 | 27–9  | 9–5  |
| Celtics de Boston     | 48 | 24 | 72 | .667 | 4.5  | 26–10 | 22–14 | 9–6  |
| 76ers de Philadelphie | 43 | 30 | 73 | .589 | 10.5 | 31–4  | 12–26 | 11–5 |
| Nets de Brooklyn      | 35 | 37 | 72 | .486 | 17.5 | 20–16 | 15–21 | 6–10 |
| Knicks de New York    | 21 | 45 | 66 | .318 | 28.5 | 11–22 | 10–23 | 2–11 |

## Effectif
| 76ers de Philadelphie Effectif en fin de saison                                         |    |                        |                        |                                |
| Entraîneur : Brett Brown                                                                |    |                        |                        |                                |
| Arrière / Ailier                                                                        | 45 | Drapeau de l'Australie | Ryan Broekhoff (S)     | Lokomotiv Kouban               |
| Arrière / Ailier                                                                        | 20 | Drapeau des États-Unis | Alec Burks             | Colorado                       |
| Pivot                                                                                   | 21 | Drapeau du Cameroun    | Joel Embiid            | Kansas                         |
| Ailier / Ailier fort                                                                    | 12 | Drapeau des États-Unis | Tobias Harris          | Tennessee                      |
| Ailier fort / Pivot                                                                     | 42 | Drapeau des États-Unis | Al Horford             | Florida                        |
| Ailier / Arrière                                                                        | 30 | Drapeau de la Turquie  | Furkan Korkmaz         | Adadolu Efes                   |
| Meneur / Arrière                                                                        | 18 | Drapeau des États-Unis | Shake Milton           | SMU                            |
| Meneur                                                                                  | 19 | Drapeau du Brésil      | Raulzinho Neto         | CB Murcie                      |
| Ailier fort / Pivot                                                                     | 9  | Drapeau des États-Unis | Kyle O'Quinn           | Norfolk State                  |
| Pivot                                                                                   | 14 | /                      | Norvel Pelle (R)       | Frederick KC Price High School |
| Arrière / Ailier                                                                        | 0  | Drapeau des États-Unis | Josh Richardson        | Tennessee                      |
| Arrière / Ailier                                                                        | 40 | Drapeau des États-Unis | Glenn Robinson III     | Michigan                       |
| Ailier fort                                                                             | 1  | Drapeau des États-Unis | Mike Scott             | Virginia                       |
| Arrière                                                                                 | 35 | Drapeau du Canada      | Marial Shayok (R) (TW) | Iowa State                     |
| Meneur / Ailier fort                                                                    | 25 | Drapeau de l'Australie | Ben Simmons            | LSU                            |
| Arrière                                                                                 | 5  | Drapeau des États-Unis | Zhaire Smith           | Texas Tech                     |
| Arrière / Ailier                                                                        | 22 | /                      | Matisse Thybulle (R)   | Washington                     |
| (R) - Rookie, (TW) - Two-way contract, Blessé, (S) - Joueurs supplémentaires à Orlando. |    |                        |                        |                                |

## Récompenses durant la saison
Récapitulatif des récompenses obtenues par les joueurs de l'équipe durant la saison.
| Date                    | Joueur          | Récompense                                  |
| ----------------------- | --------------- | ------------------------------------------- |
| 6 janvier - 12 janvier  | Josh Richardson | Joueur de la semaine dans la conférence Est |
| 13 janvier - 19 janvier | Ben Simmons     | Joueur de la semaine dans la conférence Est |
| 16 février              | Joel Embiid     | ☆ All-Star 2020 ☆                           |
| 16 février              | Ben Simmons     | ☆ All-Star 2020 ☆                           |
| 9 septembre             | Ben Simmons     | NBA All-Defensive First Team                |
| 16 septembre            | Ben Simmons     | All-NBA Third Team                          |

## Transactions
Le détail des différents contrats signés par l'équipe est disponible dans la section supérieure des contrats des joueurs, avec les montants des salaires.

### Échanges
| Juin | Juin                                                                    | Juin | Juin   |
| --- | ----------------------------------------------------------------------- | --- | ------ |
| 21 juin | Vers les 76ers de Philadelphie - Compensation financière de 2 000 000 $ | Vers les Wizards de Washington - Jonathon Simmons - Droits sur Admiral Schofield (#42)                                                                                      | [ 7 ]  |
| 21 juin | Vers les 76ers de Philadelphie - Droits sur Matisse Thybulle (#20)      | Vers les Celtics de Boston - Droits sur Ty Jerome (#24) - Droits sur Carsen Edwards (#33)                                                                                   | [ 8 ]  |
| Juillet |                                                                         | |        |
| 6 juillet | Échange à quatre équipes                                                | Échange à quatre équipes | [ 9 ]  |
| 6 juillet | Vers les 76ers de Philadelphie - Josh Richardson (De Miami)             | Vers le Heat de Miami - Jimmy Butler (sign and trade) (De Philadelphie) - Meyers Leonard (De Portland) - Compensation financière de 110 000 $ (Des Clippers)                | [ 9 ]  |
| 6 juillet | Vers le Trail Blazers de Portland - Hassan Whiteside (De Miami)         | Vers les Clippers de Los Angeles - Maurice Harkless (De Portland) - Droits sur Mathias Lessort (2017/#32) (De Philadelphie) - Premier tour de draft 2023 protégé (De Miami) | [ 9 ]  |
| 7 juillet |                                                                         | |        |
| Vers les 76ers de Philadelphie - Droits sur Jordan Bone (#57) - Second tour de draft 2020 (protégé) - Second tour de draft 2023 | Vers les Hawks d'Atlanta - Droits sur Bruno Fernando (#34)              | [ 10 ] |        |
| Vers les 76ers de Philadelphie - Second tour de draft 2024 (De Miami) - Compensation financière de 2 000 000 $                  | Vers les Hawks d'Atlanta - Droits sur Jordan Bone (#57)                 | [ 11 ] |        |
| Février |                                                                         | |        |
| 6 février | Vers les 76ers de Philadelphie - Alec Burks - Glenn Robinson III        | Vers les Warriors de Golden State - Second tour de draft 2020 (De Dallas) - Second tour de draft 2021 (De Denver) - Second tour de draft 2022 (De Toronto)                  | [ 12 ] |
| 6 février | Vers les 76ers de Philadelphie - Second tour de draft 2020 (Des Lakers) | Vers le Magic d'Orlando - James Ennis III | [ 13 ] |

### Extension de contrat
| Date       | Joueur      | Extension                                                            |
| ---------- | ----------- | -------------------------------------------------------------------- |
| 16/07/2019 | Ben Simmons | 169 650 000 $ sur 5 ans à partir de la saison 2020-2021. (2020-2025) |

### Joueurs qui re-signent
| Date       | Joueur                        |
| ---------- | ----------------------------- |
| 06/07/2019 | Jimmy Butler (Sign and trade) |
| 10/07/2019 | Tobias Harris                 |
| 10/07/2019 | Mike Scott                    |
| 11/07/2019 | James Ennis III               |
| 25/07/2019 | Furkan Korkmaz                |

### Options dans les contrats
| Date       | Joueur          | Option                                                                             |
| ---------- | --------------- | ---------------------------------------------------------------------------------- |
| 20/05/2019 | James Ennis III | James Ennis III décline son option joueur de 1 845 301 $ pour la saison 2019/2020. |
| 18/06/2019 | Jimmy Butler    | Jimmy Butler décline son option joueur de 19 841 627 $ pour la saison 2019/2020.   |
| 16/10/2019 | Zhaire Smith    | Philadelphie exerce son option d'équipe de 3 204 600 $ pour la saison 2020/2021.   |

### Changement d’entraîneur
| Date       | Ancien entraîneur | Raison départ | Date de signature | Nouvel entraîneur | Provenance |
| ---------- | ----------------- | ------------- | ----------------- | ----------------- | ---------- |
| 24/08/2020 | Brett Brown       | Licencié      |                   |                   |            |

## Arrivées

### Draft
| Date       | Joueur                 | Provenance                   |
| ---------- | ---------------------- | ---------------------------- |
| 03/07/2019 | Matisse Thybulle (#20) | Huskies de Washington (NCAA) |

### Agents libres
| Date       | Joueur            | Provenance                                  |
| ---------- | ----------------- | ------------------------------------------- |
| 07/07/2019 | Shake Milton      | 76ers de Philadelphie (Two-way contract)    |
| 10/07/2019 | Al Horford        | Celtics de Boston (Sign-and-Trade)          |
| 11/07/2019 | Kyle O'Quinn      | Pacers de l'Indiana                         |
| 11/07/2019 | Raul Neto         | Jazz de l'Utah                              |
| 19/07/2019 | Christ Koumadje   | Seminoles de Florida State (NCAA)           |
| 30/07/2019 | Trey Burke        | Mavericks de Dallas                         |
| 08/08/2019 | Isaiah Miles      | Limoges CSP                                 |
| 25/09/2019 | Haywood Highsmith | 76ers de Philadelphie (Coupé le 24/06/2019) |
| 19/10/2019 | Shizz Alston      | Owls de Temple (NCAA)                       |
| 19/10/2019 | Jared Brownridge  | Blue Coats du Delaware (NBA G-League)       |
| 19/10/2019 | Terry Harris      | Aggies de North Carolina A&T (NCAA)         |
| 19/10/2019 | Xavier Munford    | Herd du Wisconsin (NBA G-League)            |
| 19/10/2019 | Julian Washburn   | Warriors de Golden State                    |
| 07/02/2020 | Norvel Pelle      | 76ers de Philadelphie (Two-way contract)    |

### Two-way contracts
| Date       | Joueur              | Provenance                        |
| ---------- | ------------------- | --------------------------------- |
| 01/07/2019 | Norvel Pelle        | Blue Coats du Delaware (G-League) |
| 07/07/2019 | Marial Shayok (#54) | Cyclones d'Iowa State (NCAA)      |

### Joueurs supplémentaires pour la reprise à Orlando (Substitute players)
| Date       | Joueur         | Joueur remplacé                | Provenance          |
| ---------- | -------------- | ------------------------------ | ------------------- |
| 27/06/2020 | Ryan Broekhoff | Ne participe pas à la reprise. | Mavericks de Dallas |

## Départs

### Agents libres
| Date       | Joueur            | Nouvelle équipe¹                |
| ---------- | ----------------- | ------------------------------- |
| 01/07/2019 | Amir Johnson      |                                 |
| 06/07/2019 | Jimmy Butler      | Heat de Miami (Sign-and-Trade)  |
| 15/07/2019 | J. J. Redick      | Pelicans de La Nouvelle-Orléans |
| 23/07/2019 | Boban Marjanović  | Mavericks de Dallas             |
| 25/07/2019 | Greg Monroe       | Bayern Munich                   |
| 29/07/2019 | T. J. McConnell   | Pacers de l'Indiana             |
| 12/08/2019 | Justin Patton     | Thunder d'Oklahoma City         |
| 13/08/2019 | Demetrius Jackson | Lakers de Los Angeles           |
| 22/11/2019 | Emeka Okafor      | Ulsan Hyundai Mobis Phoebus     |

¹ Il s'agit de l’équipe pour laquelle le joueur a signé après son départ, il a pu entre-temps changer d'équipe ou encore de pays.

### Joueurs coupés
| Date       | Joueur            | Nouvelle équipe ¹     |
| ---------- | ----------------- | --------------------- |
| 24/06/2019 | Haywood Highsmith | 76ers de Philadelphie |
| 06/02/2020 | Trey Burke        | Mavericks de Dallas   |
| 07/02/2020 | Jonah Bolden      | Suns de Phoenix       |

¹ Il s'agit de l’équipe pour laquelle le joueur a signé après son départ, il a pu entre-temps changer d'équipe ou encore de pays.

### Joueurs non retenus au training camp
| Joueur            |
| ----------------- |
| Shizz Alston Jr.  |
| Jared Brownridge  |
| Terry Harris      |
| Haywood Highsmith |
| Christ Koumadje   |
| Isaiah Miles      |
| Xavier Munford    |
| Julian Washburn   |

## Situation à la fin de saison

### Joueurs "agents libres"
| Joueur             | Fin de saison         |
| ------------------ | --------------------- |
| Ryan Broekhoff     | Agent libre           |
| Alec Burks         | Agent libre           |
| Raul Neto          | Agent libre           |
| Kyle O'Quinn       | Agent libre           |
| Glenn Robinson III | Agent libre           |
| Marial Shayok      | Agent libre restreint |